# Macrophylla lata
Macrophylla lata is een keversoort uit de familie bladsprietkevers (Scarabaeidae). De wetenschappelijke naam van de soort werd in 1875 als Maechidius latus (?) gepubliceerd door Charles Owen Waterhouse.